# Melaleuca linophylla
Melaleuca linophylla är en myrtenväxtart som beskrevs av Ferdinand von Mueller. Melaleuca linophylla ingår i släktet Melaleuca och familjen myrtenväxter. Inga underarter finns listade i Catalogue of Life.